# Ramon Lormans
Ramon Lormans (Weert, 1984) is een Nederlands marimbist / slagwerker. Hij studeerde klassiek slagwerk met specialisatie marimba en Kamermuziek aan het Conservatorium van Amsterdam bij Peter Prommel, Victor Oskam, Bart Schneemann, Willem Brons en Walter van Hauwe. Zowel zijn bachelor als master sloot hij cumlaude af.In 2004 won hij het Prinses Christina Concours, in 2006 een derde prijs tijdens de TROMP Percussion Competition. Met duo Sax & Stix won hij samen met saxofoniste Eva van Grinsven in 2007 het Internationaal Kamermuziek Concours Almere, in 2008 het Vriendenkransconcours van het Koninklijk Concertgebouw en in 2012 de Grachtenfestival prijs.
Lormans was oprichter van Duo Sax & Stix in 2003 en speelde sindsdien met vele bekende musici in projecten. Daarna was hij vaste slagwerker van Lunapark ensemble. In 2016 richtte hij samen met Aart Strootman TEMKO op. In datzelfde jaar werd hij vaste slagwerker van ensemble S T A R G A Z E. En sinds 2019 is Ramon vaste slagwerker en arrangeur van de band Soap & Skin (Anja Plaschg) uit Wenen.
Daarnaast is Lormans sinds 2015 hoofdvakdocent slagwerk / marimba en kamermuziek op Codarts Rotterdam en was hij bij het Conservatorium van Amsterdam van 2007 tot 2021 in dezelfde functie in dienst. Sinds 2005 is hij artistiek leider en oprichter van Stichting Percussion Friends, met ensemble Mallet Collective. Lormans bracht enkele cd's uit waaronder het solo marimba album 'An index of wood' op het label Alaska Records. Op deze cd staat nieuw repertoire voor Lormans geschreven of door hem bewerkt voor marimba. Componisten Aart Strootman, Nik Bärtsch en Anthony Fiumara droegen werk aan hem op.
Lormans is endorser van Adams slagwerk.
- Gemeinsame Normdatei: 112275745X
- Library of Congress Control Number: no2014009942
- Virtual International Authority File: 307455067